# Océane Sercien-Ugolin
Océane Sercien-Ugolin (Cherbourg-Octeville, 1 de dezembro de 1997) é uma handebolista profissional francesa, campeã olímpica.

## Carreira
Sercien-Ugolin conquistou a medalha de ouro com a Seleção Francesa de Handebol Feminino nos Jogos Olímpicos de Verão de 2020 em Tóquio, após derrotar a equipe do Comitê Olímpico Russo na final por 30–25.